# Estación Rastila

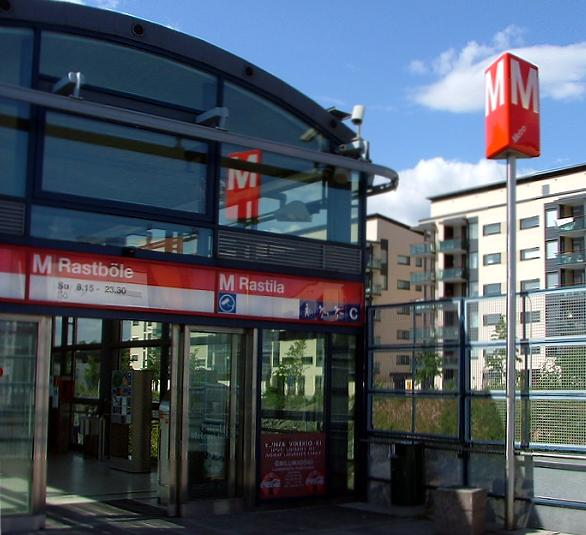
Una de las dos entradas de la Estación Rastila.

La Estación Rastila (en finés Rastilan metroasema; en sueco Metrostationen Rastböle) es una estación del Metro de Helsinki, en el ramal del este (Itäkeskus - Vuosaari). Sirve a las áreas residenciales de Meri-Rastila y Rastila, en el distrito de Vuosaari, en el este de Helsinki.
La estación fue abierta el 21 de agosto de 1998. Fue diseñada por Irmeli Grundström y Juhani Vainio. La estación está localizada a una distancia aproximada de 1,955 km de la Estación Puotila, y a 1,244 km de la Estación Vuosaari.
- Datos: Q2291138
- Multimedia: Rastila metro station / Q2291138